# 螣蛇增四
仙女座4，又名BD+45 4149，HD 218452、SAO 52711、HR 8804，是仙女座的一颗恒星，视星等为5.33，位于銀經104.9，銀緯-12.82，其B1900.0坐标为赤經23h 3m 4.8s，赤緯+45° -12.82′ 49″。